# The Wonderland
The Wonderland, que en Japón de titula Birthday Wonderland (バースデー・ワンダーランド Bāsudē Wandārando?), es una película anime de fantasía y aventura estrenada en 2019. Dirigida por Keiichi Hara y basada en el libro infantil de 1988 Chikashitru Kara no Fushigi na Tabi (lit. El extraño viaje desde el sotaño), de Sachiko Kashiwaba, cuenta con las voces de Mayu Matsuoka, Anne Watanabe, Kumiko Asō, Nao Tōyama, Keiji Fujiwara y Akiko Yajima. La película también presenta diseños de personajes del ilustrador ruso Ilya Kuvshinov.
The Wonderland se estrenó en Japón el 26 de abril de 2019 y se proyectó en la competencia en el Festival Internacional de Cine de Animación de Annecy en junio de 2019.

## Reparto de voz
- Mayu Matsuoka como Akane
- Anne Watanabe como Chii
- Kumiko Asō como Midori
- Nao Tōyama como Pipo
- Keiji Fujiwara como Zan Gu
- Akiko Yajima como Doropo
- Masachika Ichimura as Hippocrates